# Wikipédias em norueguês
A Wikipédia em norueguês é dividida em duas versões: uma para artigos escritos em Bokmål (ou, ocasionalmente Riksmål), e um para artigos escritos em Nynorsk. A primeira Wikipéedia em norueguês, lançada em 26 de novembro de 2001, eram permitidos artigos escritos nas duas modalidades do norueguês. Uma versão específica em Nynorsk da Wikipédia foi lançada em 31 de julho de 2004 e cresceu rapidamente. Na sequência de uma votação em 2005, se tornou o principal site o da versão em norueguês Bokmål.

## História
Até fevereiro de 2007, a edição norueguesa Bokmål/Riksmål contava com mais de 100 mil artigos e a edição em Nynorsk mais de 20 mil artigos. Em fevereiro de 2006, tornou-se na décima terceira versão da Wikipédia com mais de 50 mil artigos, e um ano mais tarde era a décima quarta a chegar a 100 mil artigos. Depois que a Wikipédia em finlandês a ultrapassou em abril de 2006, ela foi novamente a 14ª maior Wikipedia em contagem de artigos. No entanto, em setembro de 2007, a Wikipédia em Bokmål/Riksmål ultrapassou a finlandesa e passou a ser a 13ª maior Wikipédia.